# Blindside
Blindside – szwedzki zespół muzyczny wykonujący szeroko pojętą muzykę rockową pochodzący z Tumba w regionie Sztokholm, założony w 1994 roku.

## Historia
Przed założeniem zespołu wszyscy czterej członkowie bardzo dobrze się znali. Debiutancką płytę wydali w 1997 roku. Wyprodukował ją Howard Benson z P.O.D. Mimo że byli porównywani do wielu szwedzkich zespołów, przetarli sobie drogę do USA i zaczęli koncertować tam i w Europie.

## Członkowie
- Christian Lindskog – wokal
- Simon Grenehed – gitara
- Tomas Näslund – gitara basowa
- Marcus Dahlström – perkusja

## Albumy
| Tytuł                         | Rok  | Wydawca         | Producent       |
| ----------------------------- | ---- | --------------- | --------------- |
| Empty Box EP                  | 1996 | Day Glo Records | Lasse Marten    |
| Blindside                     | 1997 | Day Glo Records | Lasse Marten    |
| A Thought Crushed My Mind     | 2000 | Day Glo Records | Andre Jacobsson |
| Silence                       | 2002 | Elektra         | Howard Benson   |
| About a Burning Fire          | 2004 | Elektra         | Howard Benson   |
| The Great Depression          | 2005 | DRT             | Lasse Marten    |
| The Black Rose EP             | 2007 | (Niezależnie)   | Blindside       |
| With Shivering Hearts We Wait | 2011 | INO Records     | Howard Benson   |